# Einwohnerwehr
La Einwohnerwehr, o "Defensa Ciudadana", también llamada Guardia Civil o Defensa Civil, fue una organización paramilitar de extrema derecha en la República de Weimar que existió en violación del Tratado de Versalles de la Revolución de noviembre de 1918 hasta el 29 de junio de 1921. Se estableció con el objetivo de defender a Alemania contra los levantamientos judeo-comunistas y los ataques extranjeros, aunque también fue hostil a la República de Weimar. Se basó en Baviera, donde el sentimiento antiBerlín y antirrepublicano atrajo tal actividad. El 29 de junio de 1921, el gobierno alemán cedió a las demandas aliadas y disolvió la Defensa Ciudadana. Sus militantes continuaron luchando en otros grupos paramilitares de extrema derecha con objetivos similares.

## Actividad en Alemania
Las unidades de Defensa Ciudadana habían existido en toda Alemania desde la revolución como una modificación de la milicia reaccionaria Freikorps con el propósito de reforzar rápidamente las ciudades contra las fuerzas revolucionarias mediante el reclutamiento de pequeños grupos de civiles. Su fortaleza era su unidad en Múnich, Baviera, dirigida por el Mayor Doctor Forstrat Escherich. Esto se debe en parte a que el nacionalismo bávaro y el anti-republicanismo florecieron ya que muchos de sus políticos, oficiales del ejército y plebeyos deseaban una restauración de la monarquía de la Casa de Wittelsbach en desafío a Berlín. Por ejemplo, una orden de 1919 del Departamento del Interior de Baviera declaró que la actitud de la administración bávara hacia la Defensa de los Ciudadanos debería ser la de "asesores y partidarios". Además, el ministro-presidente bávaro Gustav von Kahr protegió la Defensa de los Ciudadanos al decirle al embajador británico que "no había militarismo en la idea". El comandante de las SA y aliado cercano de Hitler, Ernst Röhm, fue un notable comandante en la Defensa de los Ciudadanos de Baviera.
Debido a su éxito en Baviera, las unidades de Defensa de los Ciudadanos fueron organizadas en mayo de 1920 por el líder de Defensa de los Ciudadanos de Baviera, Forstrat Escherich, en una fuerza nacional unificada llamada "Orgesch" u Organización Escherich. La Defensa de los Ciudadanos fue apoyada y suministrada por el gobierno, la Reichswehr y los Freikorps. El régimen de Weimar se preocupó de que su defensa se confiara a la extrema derecha, y en septiembre de 1919 hizo un llamado a sus partidarios para unirse a la Defensa de los Ciudadanos. Esto no tuvo éxito y el régimen no siguió el tema. Después del fallido Kapp-Putsch de 1920, se ordenó la disolución de la Defensa Ciudadana, pero Baviera se negó, manteniendo su unidad en existencia por otro año. En octubre de 1920, para aplacar parcialmente las demandas aliadas, la Defensa Ciudadana entregó un tercio a la mitad de sus fusiles.

## En el escenario Europeo
Aunque la Defensa Ciudadana estuvo involucrada en las batallas interna, pronto se enredó en un conflicto extranjero. De hecho, muchos de sus líderes vieron su propósito principal como proporcionar defensa para las fronteras de Alemania. En marzo de 1921, los Aliados, citando el Tratado de Versalles, exigieron la disolución de los paramilitares ilegales y ocuparon dos ciudades alemanas a lo largo del Rin. Pero Alemania no lo disolvió. Ese mismo mes, los comunistas alemanes intentaron una revuelta de corta duración. Y en mayo, Alemania envió la Defensa Ciudadana para ayudar a aplastar un levantamiento polaco en la importante provincia del carbón de la Alta Silesia. (La lucha había sido provocada por la controversia sobre los resultados del plebiscito que se celebró allí para determinar si la Alta Silesia sería controlada por Alemania o Polonia.)

## Disolución
Todos estos conflictos pueden haber dado al gobierno de Berlín justificación para la defensa de los ciudadanos. Pero Alemania esperaba negociar un acuerdo de paz más indulgente con los Aliados y no creía que la resistencia a Francia y Gran Bretaña tuviera éxito de todos modos. El gobierno alemán fue reemplazado en mayo. El nuevo gobierno socialdemócrata estaba decidido a cooperar con los Aliados, con la esperanza de que esto los "ayudara a lograr una mejor paz". Entonces, el 29 de junio de 1921, Alemania disolvió oficialmente la Defensa de los Ciudadanos, y el gobierno bávaro, comenzando a temer los objetivos de los paramilitares, lo permitió, aunque Gustav von Kahr renunció pronto como Ministro-Presidente bávaro Los militantes desmantelados de la Defensa Ciudadana se unieron a otros paramilitares de extrema derecha, como el Bund Bayern und Reich ("Liga para Baviera e Imperio"), la principal organización sucesora de la Defensa Ciudadana.